# Limnophyes bipunctatus
Limnophyes bipunctatus är en tvåvingeart som beskrevs av Maurice Emile Marie Goetghebuer 1941. Limnophyes bipunctatus ingår i släktet Limnophyes och familjen fjädermyggor.
Artens utbredningsområde är Tyskland. Inga underarter finns listade i Catalogue of Life.